# Luciano, Massimiano e Giuliano di Beauvais

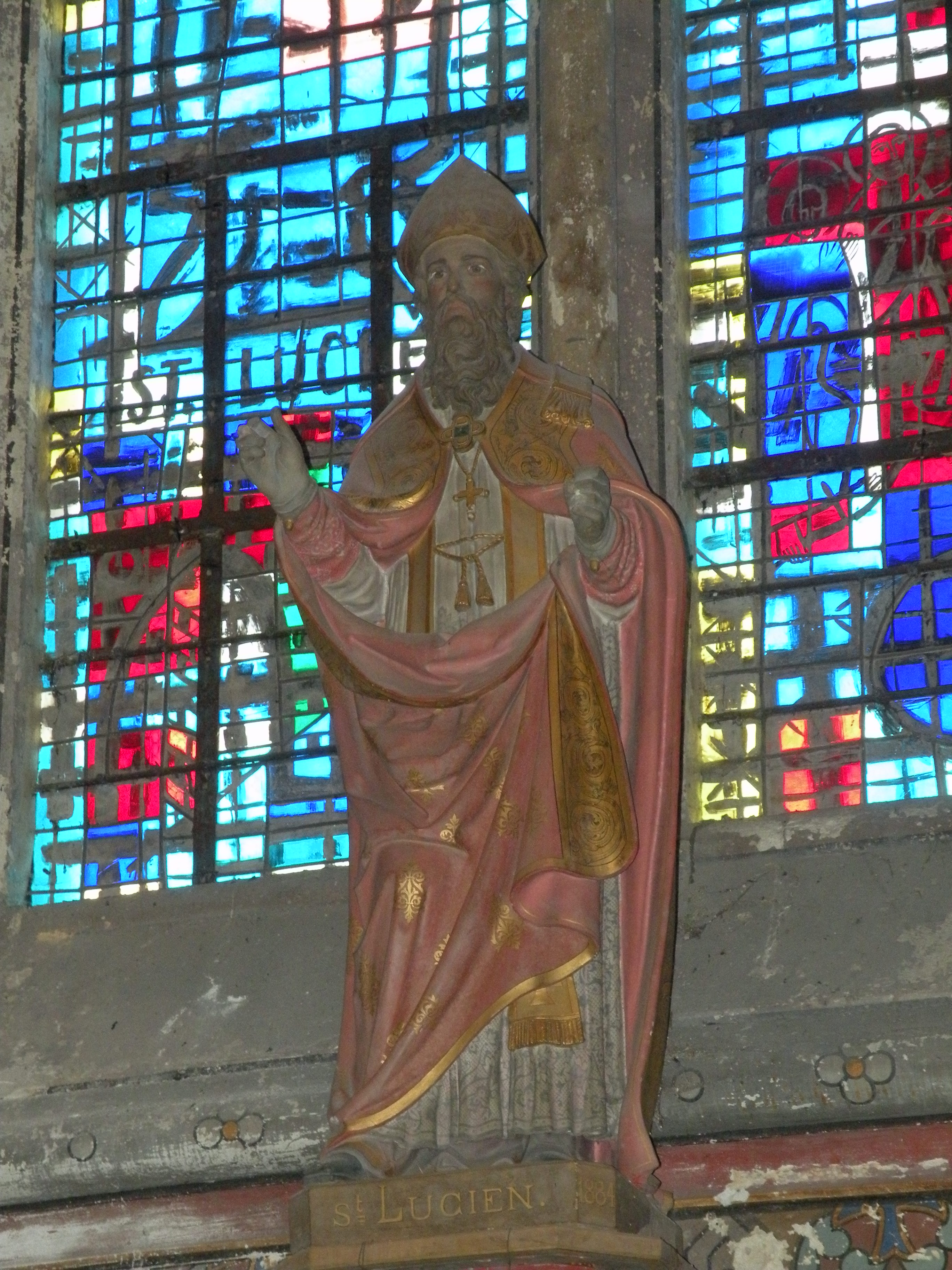
San Luciano, vescovo di Beauvais

Luciano, Massimiano e Giuliano furono tre missionari inviati da Roma attorno alla metà del III secolo d.C. per evangelizzare la regione di Beauvais, nelle Gallie: vi subirono il martirio durante le persecuzioni dell'imperatore Diocleziano (290 circa). Sono venerati come santi dalla Chiesa cattolica: Luciano, in quanto capo della spedizione, è considerato fondatore e primo vescovo della diocesi di Beauvais, di cui è patrono.
Il Martirologio Romano fissa per la loro memoria liturgica la data dell'8 gennaio.